# Jean Gallice
Jean Gallice (* 13. Mai 1949 in Bordeaux) ist ein ehemaliger französischer Fußballspieler.

## Als Spieler im Verein

### Jugend und Profidebüt bei Angoulême (bis 1971)
Gallice kam 1949 als Sohn des Nationalspielers René Gallice (1919–1999) und älterer Bruder des späteren Profifußballers André Gallice (* 1950) zur Welt. Er begann das Fußballspielen in seiner Jugend bei verschiedenen kleinen Vereinen in der Region um seine Geburtsstadt Bordeaux – darunter der Bordeaux Étudiants Club –, bevor er von den Talentscouts der AS Angoulême entdeckt wurde und dorthin wechselte. 1969 gelang dem Verein der Aufstieg in die erste Liga und im Anschluss daran wurde der bisherige Jugendspieler von Trainer Yvon Goujon erstmals in den Profikader berufen. Der 20 Jahre alte Stürmer avancierte zum Stammspieler und rechtfertigte Goujons Vertrauen mit 13 Treffern in 28 bestrittenen Partien. Seine Mannschaft belegte als Aufsteiger den vierten Tabellenrang, was die beste Platzierung der Vereinsgeschichte darstellte und Angoulême überdies die Teilnahme am europäischen Wettbewerb ermöglichte. Im Messestädte-Pokal, dem Vorgänger des 1971 eingeführten UEFA-Pokals, trafen die Westfranzosen auf Vitória Guimarães aus Portugal und waren dem Gegner nach Hin- und Rückspiel knapp unterlegen. Gallice stand in beiden Partien, die seine einzigen im europäischen Wettbewerb blieben, auf dem Platz und konnte im Rückspiel einen Treffer erzielen. Die Ligasaison 1970/71 verlief wenig erfolgreich und nur dank einem Punkt Vorsprung auf Racing-Pierrots Strasbourg konnte die Klasse gehalten werden.

### Erste Liga mit Bordeaux und Lyon (1971–1979)
Durch seine starken persönlichen Leistungen weckte Gallice das Interesse weiterer Klubs und wurde 1971 von Girondins Bordeaux, dem langjährigen Verein seines Vaters, unter Vertrag genommen. Er galt als schnell, sehr einsatzbereit und kopfballstark. Bei Bordeaux sah er sich in der Offensive zahlreichen Konkurrenten gegenüber, konnte sich aber sofort als Stammspieler etablieren. Während René Gallice mit Bordeaux 1950 die Meisterschaft gewonnen hatte, waren die 1970er-Jahre für den Verein überwiegend vom Abstiegskampf geprägt. In diesen Jahren entwickelte er sich zu einem festen Bestandteil der Mannschaft und verbuchte mit 13 bzw. 11 Toren in den Spielzeiten 1972/73 und 1973/74 seine besten Torausbeuten, traf aber auch sonst regelmäßig. Vor allem seine elf Treffer in der Saison 1973/74 trugen wesentlich zum Klassenerhalt bei, da Bordeaux lediglich einen Zähler Vorsprung auf den ersten Absteiger AS Nancy aufwies. Der jeweils erreichte zehnte Tabellenrang in den Jahren 1976 und 1977 stellte seine beste Platzierung mit Bordeaux dar. Im Vorfeld der Saison 1977/78 verließ er den Verein nach sechs Jahren, um sich Olympique Lyon anzuschließen.
In Lyon war er unter Trainer Aimé Jacquet Teil eines Offensivtrios mit Serge Chiesa und Bernard Lacombe, wobei insbesondere Lacombe als Torjäger in Erscheinung trat. Trotz einer ordentlichen Torausbeute konnte sich die Mannschaft 1978 nur dank des deutlich besseren Torverhältnisses gegenüber Racing Lens und Troyes Aube Football behaupten und damit in der Liga verbleiben. In der Folge wurde die Offensive um Jean-Marc Valadier sowie den bisherigen Reservisten Karim Maroc verstärkt, zusätzlich wurde für das Mittelfeld der spätere Nationalspieler Jean Tigana verpflichtet. In dieser Konstellation konnte sich die Mannschaft deutlich steigern und belegte am Ende der Spielzeit 1978/79 den siebten Rang. 1979 verließ er Lyon, um sich dem Zweitligisten RC Besançon anzuschließen. Dies bedeutete für den inzwischen 30-Jährigen nach zehn Jahren den Abschied aus Frankreichs höchster Spielklasse, in der er 326 Partien bestritten und 85 Treffer erzielt hatte.

### Bei den Zweitligisten Besançon und Libourne (1979–1984)
In Besançon nahm er ebenfalls einen Stammplatz ein und erzielte während der Saison 1979/80 sieben Treffer. Seine Mannschaft belegte den vierten Tabellenrang, blieb allerdings deutlich von einem möglichen Aufstieg entfernt. 1980 verließ er den Verein nach nur einem Jahr wieder und wechselte zur ebenfalls zweitklassigen AS Libourne in seine Heimatregion im Südwesten Frankreichs. Bei dem kleinen Verein aus der Umgebung von Bordeaux war Gallice fester Stammspieler und musste mit seinen Teamkollegen stets um den Klassenverbleib kämpfen. Dreimal hintereinander gelang dies knapp, wobei Libourne jeweils den 14. Tabellenplatz belegte. 1984 kam es dagegen zum Abstieg in die Drittklassigkeit, woraufhin sich Gallice mit 35 Jahren für die Beendigung seiner Laufbahn entschied. In Besançon und Libourne hatte er insgesamt 139 Zweitligapartien mit 24 eigenen Toren bestritten.

## Nationalmannschaft
Gallice spielte als Nachwuchsspieler 16 Mal für die französische U-21-Nationalelf, in welche auch sein Bruder mehrfach berufen wurde. Während seiner Zeit in Bordeaux erreichte er die Aufnahme in die A-Nationalmannschaft Frankreichs, für die er am 12. Oktober 1974 bei einer 1:2-Niederlage in einem Europameisterschafts-Qualifikationsspiel gegen Belgien im Alter von 25 Jahren debütierte. Damit stellte die Familie Gallice in Gestalt von Vater René (ein Länderspiel) und Jean das erste Vater-Sohn-Paar in der Geschichte der französischen Nationalelf. Auf sein Debüt folgten für Jean Gallice regelmäßige Einsätze, die zum größten Teil in der EM-Qualifikation stattfanden und sportlich nicht besonders erfolgreich waren. Frankreich verpasste die Qualifikation zum Turnier deutlich und Gallice erlebte in insgesamt sieben Länderspielen keinen einzigen Sieg. Zuletzt wurde er am 9. Oktober 1976 bei einem 2:2 gegen Bulgarien in der Qualifikation zur anstehenden Weltmeisterschaft 1978 eingesetzt. Für dieses Turnier konnte sich die Mannschaft qualifizieren, er wurde nach längerer Zeit ohne Berücksichtigung aber folglich nicht in den Kader berufen.

## Späteres Wirken
Hauptberuflich arbeitete Gallice nach dem Ende seiner Laufbahn als Sportlehrer, während er zudem in Amateurvereinen als Trainer wirkte. 2002 wurde er auf ein Angebot seines früheren Trainers Aimé Jacquet hin Teil des Mitarbeiterstabs der Direction technique nationale, die für den Betrieb der französischen Auswahlmannschaften verantwortlich ist. In den folgenden Jahren trainierte er verschiedene Altersstufen der französischen Juniorennationalelf und gewann 2005 mit der U-19-Auswahl den Europameistertitel. 2012 beendete er mit 63 Jahren seine Tätigkeit für den Verband.